# 图勒站
图勒站是法国的一个铁路车站，位于法国东北部默尔特-摩泽尔省城市图勒。

## 位置
图勒站位于市区的西北部。车站大致呈东西走向，开口朝南。车站前方为大型露天停车场，东侧则为南北向的“维克多·雨果大道”（Avenue Victor Hugo）的铁路下穿隧道，乘客可借助该隧道前往车站北侧。

## 历史
图勒站是一个区域性的铁路枢纽。在法国高速铁路东线开通以前，图勒是巴黎前往南锡以及斯特拉斯堡方向的必经之路，同时由法国东南前往梅斯、卢森堡方向的列车也需要经过图勒站。
2007年6月10日，法国高速铁路东线开通后，途径图勒站的列车班次大幅减少，并失去了直达巴黎的列车。
2016年，途径图勒的夜班城际列车（卢森堡—尼斯和卢森堡—塞贝尔）停运。
2018年，途径图勒的梅斯—尼斯TGV列车停运，但SNCF又重新开通了直达巴黎的TER列车。

## 停靠线路
以下列车线路在图勒站停靠：
| 图勒站列车线路表                            |      |               |                           |              |
| 线路                                        | 车种 | 上一站        | 下一站                    | 大致运行频率 |
| 巴黎—萨尔堡/斯特拉斯堡                      | TER  | 科梅尔西      | 南锡                      | 每天2~3趟    |
| 兰斯/埃佩尔奈/雷维尼/巴勒迪克—南锡/吕内维尔 | TER  | 科梅尔西/富镇 | 丰特努瓦/利韦丹/南锡      | 每天8趟左右  |
| 讷沙托—南锡                                 | TER  | 讷沙托        | 摩泽尔河畔丰特努瓦/利韦丹 | 每天3趟左右  |
| 第戎—南锡                                   | TER  | 讷沙托        | 南锡                      | 每天2趟左右  |
| 1.                                          |      |               |                           |              |

## 配套交通

### 长途城际客运
图勒站对应的大巴车上下车地点位于车站前方的停车场上。
| 停靠图勒站的大巴车 |                             | |
| 上下车地点         | 运营单位                    | 主要目的地 |
| 图勒站门口         | File:Sncf-logo.svg          | 07 南锡 · 讷沙托 （当某条铁路线施工或罢工时，SNCF可能会提供途径该线路沿途站点的大巴车） |
| 图勒汽车站         | 默尔特-摩泽尔省城际客运 Ted | R410 贡德勒维尔 · 沃莱讷昂艾 · 拉克苏 · 南锡 R440 绍卢瓦-梅尼约 · 富镇 · 莱圣雷米 · 默兹河畔帕尼 D441 布吕莱 · 吕塞 · 拉讷沃维尔-代里耶尔富 · 拉涅 · 布克 · 莱圣雷米 D460 摩泽尔河畔绍德内 · 日村 · 穆特罗 · 克雷济耶 · 巴涅 · 阿兰 |
| 1. 2. 3. 4.        |                             | |

### 城市公共交通
| 图勒站附近的公交线路 |            | |
| 公交车站名称         | 位置       | 停靠线路 |
| 火车站               | 图勒站门口 | L1 图勒-圣米歇尔 ↔ 图勒-瓦勒库尔 L2 富镇-火车站 ↔ 维莱勒塞克-市政府 N3 图勒-共和 ↔ 图勒-欧洲工业园区 N4 图勒- ↔ 皮埃尔拉特雷什-上牛点 N5 图勒-共和 ↔ 昂迪伊-市政府 |
| 1.                   |            | |

## 社会车辆
图勒站门口可停靠社会车辆。

## 临近车站
| 图勒站（Gare de Toul）             |                          |                            |
| 上行车站                           | 线路                     | 下行车站                   |
| 富镇站 6.8km ←                     | 巴黎－斯特拉斯堡铁路     | 摩泽尔河畔丰特努瓦 → 8.8km |
| 讷沙托站 43.1km ←                  | 屈尔蒙-沙兰德雷—图勒铁路 | （终点）                   |
| - 注：本表仅显示运营中的线路及车站 |                          |                            |